# 이폴리토 데 메디치
이폴리토 데 메디치(Ippolito de' Medici, 1511년 ~ 1535년 8월 10일)는 느무르 공작 줄리아노 데 메디치의 유일한 사생아이다. 줄리아노 데 메디치(1479~1516)의 정부인 퍼시카 브란다노로부터 혼외자로 태어났다. 삼촌인 교황 클레멘스 7세에 의해 18세 라는 어린나이에 추기경이 된후 교황의 특별한 배려와 지원하에 교회내의 주요 요직들을 거쳤다. 교황은 메디치 가문의 일원인 이폴리토를 자신의 후계자로 양성하려고 했으나 24살에 말라리아로 죽고말았다.

## 생애
그의 아버지(느무르 공작 줄리아노)는 그가 겨우 5살 일 때 (1516년) 사망하였고, 그는 그후로 그의 삼촌 교황 레오 10세와 친척 줄리오의 손에서 자랐다. 1523년에 줄리오 데 메디치가 교황 클레멘스 7세로서 선출되어 로마로 떠나면서, 이폴리토가 1527년까지 그를 대신해 피렌체를 통치했다. 하지만 사실상 나이가 너무 어렸기 때문에 후견인겸 교황 대사였던 실비오 파세리니(1469~1529) 추기경이 대신 통치행위를 했다. 1527년 5월에 벌어진 로마약탈로 정국이 혼란해지자 피렌체의 공화주의자들이 봉기하였고 메디치 일원들과 함께 국외로 망명을 하였다. 1530년 피렌체 공성전이후에는 교황 클레멘스 7세는 재중손자인 알레산드로( 로렌초 2세 데 메디치의 사생아)를 총애하여 피렌체의 통치자로 세웠다.(알레산드로는 교황의 노력으로 인해 카를 5세가 초대 피렌체 세습 공작으로 임명하였다.)
클레멘스 7세는 자신을 돕고 후계자로 양성하기 위하여 1529년 1월 10일 이폴리토를 추기경으로 만들었고, 같은 날 그를 아비뇽의 초대 대주교로 임명하여 상당한 수입을 가져다 주었다. 겨우 열여덟 살이었기 때문에 교황의 특별허가 없이는 주교로 봉직될 수도 없고 심지어 교구의 관리인이 될 수도 없다. 이폴리토는 산타프라세데의 추기경으로 임명되었지만, 그가 사제로 임명되거나 주교로 봉헌되었다는 증거는 없다.
이폴리토는 성직자보다는 피렌체의 통치자가 되는 것을 원했고, 그의 친척이자 초대 피렌체 공작인 알레산드로를 퇴위시키기 위해 노력했다. 1529년 5월 3일, 이폴리토 추기경은 페루지아의 교황특사로 명명되었다.
1529년 8월 12일, 이폴리토 데 메디치 추기경은 볼로냐에서 황제로서의 대관식을 거행할 목적으로 제노바에서 신성 로마 황제 찰스 5세를 만난 세명의 추기경 중 한 명이었다. 또한 볼로냐에서 거행된 대관식에 참가하였다.
1530년 2월 15일, 교황 클레멘트는 이폴리토 추기경에게 일생 동안 치오시의 마을과 영토에서 나오는 연간 교황 수입에서 ⅓ 몫을 주었다.
이탈리아 문학가 피에트로 아레티노의 일기에 따르면 이폴리토는 1532년 교황대사로 임명되어 헝가리로 보내졌다. 그는 8월 12일까지 레겐스부르크에 있었다. 그곳에서 그는 군지휘관으로서의 재능을 나타냈다. 이듬해 초 황제와 함께 이탈리아로 귀국했다.
1532년 7월 3일, 이폴리토 추기경은 로마 쿠리아에서 가장 수익성이 높은 사무소인 신성로마 교회의 부총장으로 임명되었다. 그후 다마소의 산 로렌초의 티틀라 교회로 전근되었다.
그는 퐁디의 백작부인 줄리아 곤자가와 친구였다.(간통이 있었을것으로 보인다.) 그는 캐서린 드 메디치를 사랑했지만 그들은 결혼하지 않았다. 그가 추기경이 되어 파송된후로는 더 이상 서로를 만날 수 없었다. 클레멘스 7세가 이폴리토 추기경을 만든 이유가 그와 캐서린 드 메디치를 떼어놓기 위해서였다고 주장이 있다. 1531년 4월 24일, 캐서린과 프랑스 프랑수아 1세의 둘째아들 앙리왕자와 결혼에 대한 계약이 체결되었다. 1533년에 캐서린은 앙리와 결혼식을 올렸다.
교황 클레멘스 7세가 1534년 9월 25일 사망했다. 10월 12일, 콘클라베에서 알레산드로 파르네세 추기경이 선출되어 교황 바울 3세가 되었다. 1535년, 삼촌이자 교황인 클레멘스 7세의 영향에서 벗어난 이폴리토 추기경은 피렌체의 대사로 활동하면서, 카를 5세 황제에게 알레산드로 데 메디치 행정부의 폭정에 대해 상세히 전달하기도 했다.

## 사망
1535년 8월, 8일동안 열병에 시달리다가 남부 라치오 주의 이트리(Itri)에서 말라리아로 죽었다. 사후에 알레산드로 데 메디치에 의해 독살되었다는 소문이 퍼지기도 했다. 또한 이폴리토에게 많은 수익을 안겨다주던 교구를 자신의 조카들에게 물려주려고한 교황 바오로 3세에게 독살당했다는 소문도 있었다.